# خوان كارلوس غارسيا (لاعب كرة قدم)
خوان كارلوس غارسيا (بالإسبانية: Juan Carlos García)‏ (13 مارس 1985 بمدينة مكسيكو في المكسيك - ) هو لاعب كرة قدم مكسيكي في مركز الهجوم. لعب مع نادي بويبلا ونادي تيكوس ونادي ماراثون وVenados F.C. ‏.

## وصلات خارجية
- خوان كارلوس غارسيا على موقع قاعدة بيانات كرة القدم.إي يو (الإنجليزية)
- خوان كارلوس غارسيا على موقع Soccerway.com (الإنجليزية)